# 海峡大学
海峡大学（土耳其語：Boğaziçi Üniversitesi），是位于土耳其伊斯坦布尔博斯普鲁斯海峡欧洲一侧的一所公立大学。它有四个学院和两个提供本科学位的院系，并有6个提供研究生学位的院所。其前身是成立于1863年的罗伯特学院，它是建立在美国之外的第一个美国高等教育机构。海峡大学是土耳其最顶尖的大学之一，并且是2013-2014年的泰晤士高等教育世界大学排名中唯一跻身前200名的土耳其大学。
海峽大學擁有超過150年的歷史，該校以學術自主與參與式管理為核心理念，並強調自由思考在學術與生活中的重要性。憑藉其在教育與研究領域的成就，海峽大學被視為土耳其及國際上具有高度聲譽的學府之一。學校匯聚來自土耳其各地的學生與師資，並營造開放與多元的學習環境。

## 排名及聲譽
2024-2025年度中，海峽大學在CWUR世界大學排名位列全球第 761 名；在萊頓世界大學排名位列全球第 1353 名；在QS世界大學排名位列全球第 418 名；在泰晤士世界大學排名位列全球第 601–800 名；在USNEWS世界大學排名位列全球第 492 名。

## 教學研究單位
| 文理科學院 | 化學系               | 歷史系             | 語言學系           | 數學系           |
| 文理科學院 | 分子生物學與遺傳學系 | 哲學系             | 物理系             | 心理學系         |
| 文理科學院 | 社會學系             | 翻譯與口譯研究學系 | 土耳其語言與文學系 | 西方語言與文學系 |
| 文理科學院 | 文理科學院協調科     |                    |                    |                  |

| 傳播學院 |

| 經濟與管理科學學院 | 經濟系 | 管理系 | 政治學與國際關係系 |  |

| 教育學院 | 電腦教育與教育技術系 | 教育科學系 | 外語教育系 | 初等教育系 |
| 教育學院 | 數學與科學教育系     |            |            |            |

| 工程學院 | 化學工程系 | 土木工程系 | 計算機工程系 | 電機與電子工程系 |
| 工程學院 | 工業工程系 | 機械工程系 |              |                  |

| 法學院 |

| 管理科學學院 | 國際貿易系 | 管理資訊系統系 | 旅遊管理系 |  |

| 外國語學院 | 英語預科 | 高級英語科 | 現代語言科 |  |

| 阿塔圖克土耳其現代史研究所 |

| 生物醫學工程研究所 |

| 環境科學研究所 |

| 數據科學與人工智慧研究所 |

| 坎迪利天文台與地震研究所 |

| 科學與工程研究學院 | 汽車工程非論文碩士學程 | 化學工程研究所                 | 化學研究所             | 土木工程研究所           |
| 科學與工程研究學院 | 計算科學與工程研究所   | 建築工程與管理非論文碩士學程   | 電機與電子工程研究所   | 工程與技術管理研究所     |
| 科學與工程研究學院 | 金融工程非論文碩士學程 | 燃料與能源技術非論文碩士學程   | 工業工程研究所         | 數學研究所               |
| 科學與工程研究學院 | 機電工程非論文碩士學程 | 醫療系統和資訊學非論文碩士學程 | 機械工程研究所         | 分子生物學與遺傳學研究所 |
| 科學與工程研究學院 | 物理學研究所           | 數學與科學教育研究所           | 軟體工程非論文碩士學程 | 系統與控制工程研究所     |

| 社會科學研究學院 | 亞洲研究非論文碩士學程   | 商業資訊系統非論文碩士學程   | 臨床心理學研究所                             | 認知科學研究所             |
| 社會科學研究學院 | 會議口譯研究所           | 批判與文化研究所             | 幼兒教育研究所                               | 經濟學研究所               |
| 社會科學研究學院 | 經濟與金融非論文碩士學程 | 教育科學研究所               | 教育科技研究所                               | 行政工商管理非論文碩士學程 |
| 社會科學研究學院 | 英語語言教育研究所       | 英國文學研究所               | 外語教學非論文碩士學程                       | 指導與心理諮商研究所       |
| 社會科學研究學院 | 歷史研究所               | 國際競爭與貿易非論文碩士學程 | 國際關係（土耳其、歐洲和中東）非論文碩士學程 | 國際貿易管理研究所         |
| 社會科學研究學院 | 學習科學研究所           | 語言學研究所                 | 管理學研究所                                 | 管理資訊系統研究所         |
| 社會科學研究學院 | 哲學研究所               | 政治學與國際關係研究所       | 心理學研究所                                 | 社會政策研究所             |
| 社會科學研究學院 | 社會學研究所             | 永續旅遊管理研究所           | 翻譯研究研究所                               | 土耳其語言與文學研究所     |

| 其他 | 美術系 | 體育運動系 | 孔子學院 |  |